# Paul Zingtung Grawng
Paul Zingtung Grawng (ur. 20 marca 1938 w Lunghkat, zm. 24 października 2020 w Mandalaju) – birmański duchowny rzymskokatolicki, w latach 2003–2014 arcybiskup Mandalaj.

## Życiorys
Święcenia kapłańskie przyjął 27 marca 1965.  24 stycznia 1976 został prekonizowany biskupem pomocniczym Kengtung ze stolicą tytularną Rusguniae. Sakrę biskupią otrzymał 3 kwietnia 1976. 9 grudnia 1976 został mianowany biskupem diecezjalnym Myitkyina. 15 maja 2003 został mianowany arcybiskupem Mandalaj. 3 kwietnia 2014 przeszedł na emeryturę.